# Lektoriranje
Lektoriranje je strokovna veščina (pregledovanje besedila), ki jo v Sloveniji izvajajo profesorji slovenskega jezika oziroma diplomirani slovenisti. Takšna oseba se imenuje lektor. Lektorji so zaposleni v podjetjih, ki se ukvarjajo z lektoriranjem in prevajanjem – v časopisnih uredništvih, založniških hišah, na RTV, uradnih in državnih institucijah ipd.

V največ primerih lektor popravlja prevode, prav tako pa je pogosto lektoriranje besedila v maternem jeziku pisca, saj sami svojih napak ne zaznamo vedno. 
Lektor mora biti šolan jezikoslovec z ustreznimi kompetencami (predvsem na ravni slovnice), njegov poklic pa je verjetno najtesneje povezan z založništvom in novinarstvom, čeprav lektorje najdemo tudi na mnogih drugih področjih.

Tradicionalne metode
Lektor pregleda kopijo besedila, ki ga mora lektorirati, ter ga primerja z ustreznimi stavčnimi deli in označi, kje so napake. Pri tem uporablja standardna lektorska korekturna sredstva – oznake. Popravljena različica kopije besedila oziroma rokopisa se imenuje korekturni odtis, ki ga nato lektor pošlje v ponovno popravljanje. Ti popravki so nato vedno poslani nazaj k lektorju, ki jih ponovno pregleda.

Alternativne metode
Lastnik avtorskih pravic zaposli dva lektorja na en korekturni odtis. Eden izmed njiju najprej na glas prebere besedilo, drugi pa si sproti označuje morebitne razlike med prebranim in natipkanim. Taka metoda je primerna samo za besedila, za katera se domneva, da ne vsebujejo veliko napak. Vsak korekturni odtis pregledata dva lektorja, ki si tudi delita odgovornost zanj. 

Razlika med lektorjem in redaktorjem (urednikom)
Seveda obstajajo tudi sovpadanja, vendar lektor nima uredniških pooblastil za razliko od urednika, ki ima pri urejanju (relativno) proste roke. To pomeni, da lektor izključno popravlja slovnične napake v besedilu, medtem ko ima urednik več svobode tudi pri vsebinskih posegih. V Sloveniji razlika med urednikom in lektorjem ni tako zelo opazna, saj lektor popravlja tudi estetske (slogovne) ali vsebinske napake v besedilu, ne pa samo slovničnih. Pomembno pa je, da se lektor pred večjimi posegi v besedilo o tem posvetuje z avtorjem. Večina novinarjev ob tem poudarja, da so posegi lektorja v sam stil besedila nedopustni in neprimerni. 

Kaj se lektorira?
Lektorira se praviloma vsako besedilo, ki bo vidno širši javnosti (članki v časopisih, reklamna besedila …), ter tudi individualna dela, kot na primer diplomske naloge, eseje in podobno.
V Sloveniji lektor, ki se želi zaposliti za poln delovni čas, težko najde delovno mesto. Lektorji so po navadi jezikoslovci, diplomati tujih jezikov ter prevajalci, torej tisti, ki o slovnici vedo največ. Velika potreba po lektoriranju oz. pomanjkanje le-tega se kaže zlasti pri internetnih medijih, kjer zaradi pomanjkanja časa in denarja, kakor tudi zaradi napačnih jezikovnih politik, to včasih popolnoma umanjka.  

Standardna lektorska korekturna sredstva
Pri lektoriranju rokopisa je pomembno, da lektor končne popravke vnaša razločno z modrim ali rdečim kemičnim svinčnikom, ko gre za slovnične popravke. Svoja dopolnila in pojasnila o popravljenem pa lektor zapiše z manj vpadljivim pisalom. Dele besedila, ki so odveč, lektor prečrta in nad vrstico napiše popravek. Če lektor meni, da kakšna beseda ali besedna zveza ni dovolj dobra, jo vijugasto podčrta, prav tako pa lahko popravi tudi vrstni red besed, in sicer z oštevilčenjem. 